# 拉波尔特
拉波尔特，是匈牙利索博尔奇-索特马尔-贝拉格州所辖的一个村。总面积3.23平方公里，总人口142，人口密度44.0人/平方公里（2011年1月1日）。